# Stwoła
Stwoła, dawniej Cwoła (słow. Štôla, dawniej Štvola, niem. Stollen, węg. Stóla) – wieś gminna (obec) w północnej Słowacji leżąca w powiecie Poprad, w kraju preszowskim.

## Położenie
Stwoła leży w zachodniej części Spisza i Kotliny Popradzkiej, nieco na północ od Mięguszowiec i na południe od Niżnich Hagów. Wieś położona jest na wysokości ok. 840 m n.p.m.

## Historia
Pierwsza pisemna wzmianka na temat Stwoły pochodzi z 1330 roku. W XVIII w. wyrabiano tutaj olej limbowy. Ze Stwoły pochodzi wielu znanych XIX-wiecznych przewodników tatrzańskich i myśliwych polujących niegdyś w obrębie Tatr, są to m.in. Ján Ruman Driečny (starszy) i jego syn Ján Ruman Driečny, Ján Pastrnák czy Jozef Rusnák. Od 1937 roku Stwoła była ulubionym miejscem pobytu czeskiego malarza Josefa Olexy – co znalazło swoje odzwierciedlenie w jego twórczości.
Od nazwy wsi wywodzi się nazewnictwo wielu tatrzańskich obiektów, np. Doliny Stwolskiej czy Stwolskiej Turni.